# El Toll (Hortoneda)
El Toll és una surgència d'aigua del poble d'Hortoneda, a l'antic terme d'Hortoneda de la Conca, pertanyent a l'actual municipi de Conca de Dalt, al Pallars Jussà.
Està situada a 813 m d'altitud, al nord d'Hortoneda, a la llera de la llau de Catxí. És just a ponent de les Barrancs i a llevant de la Roca de Seguers.